# Melchor de Mencos
Melchor de Mencos (auch Ciudad Melchor de Mencos) ist eine etwa 4000 Einwohner zählende Kleinstadt in Guatemala. Sie liegt im äußersten Osten des Departamentos Petén und ist Verwaltungssitz des Municipios Melchor de Mencos, das sich auf 4208 km² erstreckt und rund 30.000 Einwohner hat.

## Lage
Melchor de Mencos liegt an der Grenze zu Belize. Hinter dem Grenzübergang schließt sich die Kleinstadt Benque Viejo del Carmen an. Die Grenzorte liegen auf etwa 130 m Höhe am Río Mopán. Melchor de Mencos ist über die Fernstraße CA 13 mit Flores, der Hauptstadt des Petén, und dem Rest Guatemalas verbunden. Nach Flores sind es knapp 100 km, nach Guatemala-Stadt knapp 600 km und nach Belize City rund 130 km.
Wie bei allen Municipios des Petén liegt der Hauptort an einer größeren Verkehrsachse, während sich das Verwaltungsgebiet weit in rückwärtige, dünn besiedelte Regionen ausdehnt. Im Fall von Melchor de Mencos umfasst dieses einen schmalen, in nord-südlicher Richtung verlaufenden Streifen entlang der Grenze zu Belize. An das Municipio Dolores anschließend beginnt er im Süden bei 16° 49' nördlicher Breite (etwa auf der Höhe von Caracol), im Norden endet er bei 17° 49' an der Grenze zu Mexiko. Der von tropischem Regenwald bedeckte Norden des Municipios ist Teil des Biosphärenreservates Reserva de la Biósfera Maya.

## Bevölkerung
Auf Grund des grenzüberschreitenden Verkehrs lebt in Melchor de Mencos ein buntes Volksgemisch. 85 % sind Ladinos verschiedener Abstammung, 13 % Maya verschiedener Volksgruppen und 2 % gehören der afrokaribischen Gemeinschaft an. Die Menschen leben vom Handel und von der Landwirtschaft. Von Bedeutung ist die Holzwirtschaft und der Anbau von Mais und Bohnen.
Das Municipio untergliedert sich in die sechs „Landgemeinden“: El Arenal, Cidabenque, El Cruzadero, Tikalito, La Pólvora und La Blanca und diese wiederum in 36 Weiler (aldeas).

## Geschichte
Der Ort Melchor de Mencos wurde 1869 von einem US-amerikanischen Holzfäller gegründet und hieß seinerzeit Fallabón. Der Name ist wohl auf ein Feuer und eine anschließende Explosion zurückzuführen sowie auf die Verballhornung der englischen Worte fire und boom. Damals wie heute war der Ort vom Durchgangsverkehr geprägt, denn mangels angemessener Infrastruktur reisten damals die Menschen aus dem nördlichen Petén über Fallabón nach Belize und dann weiter auf dem Seeweg nach Puerto Barrios und von dort nach Guatemala-Stadt. Erst mit dem Bau der Fernstraße CA 13 (und einiger Flugplätze, darunter der von Melchor) entwickelte sich der Durchgangsverkehr zu dem der heutigen Art. Bis zum 26. April 1962 gehörte Fallabón und seine Umgebung zum Municipio Flores. Dann wurden die beiden Aldeas Fallabón und Plancha de Piedras zusammengelegt, aus Flores ausgegliedert und zur neuen Kleinstadt und zum Municipio Melchor de Mencos erhoben. Der neue Name stammt von dem Offizier Melchor de Mencos y Varón, der am 30. April 1754 die Briten in der Schlacht bei der Laguna de Cobá schlug. Wegen der nachdrücklichen Ansprüche, die Guatemala lange Zeit auf Belize erhob, stellten die Streitkräfte Guatemalas in La Pólvora bei Melchor de Mencos Ende 1974 ihre Spezialeinheit, die Kaibiles, an einem strategisch bedeutenden Punkt auf. Im Jahr 1982 drohte der guatemaltekische Diktator Efraín Ríos Montt dem Nachbarland mit einem militärischen Angriff, an dessen Spitze die Kaibiles gestanden wären. Gegen Ende des Jahrzehnts (1989) verlegte man ihr Hauptquartier ins weiter südlich gelegene Poptún und 2008 schließlich nach Puerto Barrios. Die Stützpunkte in La Pólvora und Poptún bestehen jedoch weiter.

## Sehenswürdigkeiten
Der Ort Melchor de Mencos hat keine Sehenswürdigkeiten. Eine gewisse Attraktion stellt der etwas südlich verlaufende Río Mopán dar. Petén ist für seine zahlreichen Maya-Ruinen bekannt, von denen etliche auf dem Gebiet des Municipios Melchor de Mencos liegen. Letztere sind jedoch schlecht zu erreichen und oft nicht gut erhalten, andererseits im Vergleich zu Tikal oder auch Yaxhá weniger überlaufen. Zu den bedeutendsten Maya-Ruinen des Municipios gehören (von Süden nach Norden) Chac ha, Naranjo, Chunhuitz, Manantial, Chuuís, Nuevo Holmul, Yaloch, Ceibal II, Chonchkitam und Kinal.

## Persönlichkeiten
- Sandra Torres (* 1955), Politikerin